# Metoda McCabe’a-Thielego

Dane do określania liczby stopni kolumny rektyfikacyjnej metodą McCabe’a i Thielego oraz wynik zastosowania metody

Metoda McCabe’a i Thielego – prosty graficzny sposób określania liczby półek teoretycznych kolumny rektyfikacyjnej, w której jest rozdzielana mieszanina dwuskładnikowa. Podstawą obliczeń są wyniki badań stanu równowagi ciecz–para oraz wyniki oznaczeń wielkości molowych strumieni destylatu i orosienia oraz stosunku stężeń obu składników w destylowanym roztworze (surowiec, surówka, ciecz surowa), orosieniu i destylacie. 
Metoda została opracowana w 1925 przez doktorantów z Massachusetts Institute of Technology (MIT), Warrena L. McCabe’a i Ernesta W. Thielego . Jest stosowana w sytuacjach, gdy:
- molowe ciepła parowania składników surówki można uznać za jednakowe
- na każdy mol odparowującej cieczy kondensuje jeden mol pary
- przenikanie ciepła do i z kolumny destylacyjnej jest znikome

Podstawą metody jest bilans materiałowy procesu. 

## Przebieg wyznaczania liczby półek teoretycznych
Przed rozpoczęciem oznaczenia liczby półek teoretycznych w określonej kolumnie rektyfikacyjnej trzeba uzyskać dane dotyczące równowagi ciecz–para w testowym układzie dwuskładnikowym A + B (B – składnik bardziej lotny). W czasie rektyfikacji roztworu testowego oznacza się wielkości strumieni destylatu i orosienia (liczba moli na godzinę) oraz stężenia składników w destylacie, surówce i cieczy wyczerpanej (ułamki molowe). 
Sporządzany jest wykres w układzie współrzędnych:
- oś odciętych – x, ułamek molowy B w cieczy
- oś  rzędnych – y, ułamek molowy B w parze

W pierwszej kolejności wykreśla się:
- linię pomocniczą x = y (przekątna kwadratu)
- linię równowagi – zależność ułamka molowego B w parze od ułamka molowego B w cieczy
- linie pionowe, określające ułamek molowy B w surówce, destylacie i cieczy wyczerpanej

W następnej kolejności wykreśla się tzw. górną linię operacyjną, dla tej części kolumny, która znajduje się nad punktem odpowiadającym składowi surówki (większe stężenie składnika bardziej lotnego). W tym celu z punktu przecięcia linii składu destylatu z linią pomocniczą x = y wykreśla się prostą o nachyleniu:
Δy / Δx = R / (D + R)
gdzie:
D  –  molowy strumień odbieranego destylatu (np. liczba moli na godzinę)
R  –  molowy strumień kondensatu zawracanego do kolumny, zwanego orosieniem.
Przykład: 
orosienie: R = 2000 moli/h
destylat:  D = 1000 moli/h
nachylenie linii operacyjnej:  2000 / (2000 + 1000) = 2/3 = 0,67
W kolejnym etapie jest wykreślana tak zwana „linia q”. Parametr q określa termodynamiczny stan surówki. Jest zdefiniowany jako ułamek molowy cieczy w surówce, która może być np. mieszaniną cieczy i pary, parą nasyconą bez cieczy lub cieczą o temperaturze niższej od temperatury wrzenia.   
Współczynnik nachylenia „linii q” oblicza się jako:
Δy / Δx  = q / (q - 1).
Przypadki charakterystyczne:
- surowiec jest cieczą o temperaturze wrzenia, nie zawierającą pary:

q = 1,   Δy / Δx  = nieskończoność,   linia q jest równoległa do osi rzędnych (pionowa)
- surowiec jest parą nasyconą nie zawierającą cieczy:

q = 0,   Δy / Δx  = 0,   linia q jest równoległa do osi odciętych (pozioma)
- udziały cieczy i pary w surowcu są jednakowe:

q = 0,5  Δy / Δx  = -1,  linia q ma nachylenie 135o
W przypadkach, gdy surowiec jest przegrzaną parą lub ochłodzoną cieczą, z punktu przecięcia linii składu destylatu z linią x = y wykreśla się linie q najmniej odchylone od linii x = y, biegnące w górę (ochłodzona ciecz) lub w dół (nagrzana para). 
Po wykreśleniu linii q przeprowadza się linię operacyjną dolną. Jest to prosta łącząca  punkty przecięcia prostej x = y z linią q i z linią składu cieczy wyczerpanej. 
Ostatnim etapem procedury jest wykreślenie krzywej schodkowej między liniami operacyjnymi i linią równowagi fazowej, rozpoczynając od punktu przecięcia prostej x = y  z linią składu destylatu.  Liczba uzyskanych stopni określa liczbę półek teoretycznych w badanej kolumnie.